# Forever Young (piosenka Boba Dylana)
Forever Young – piosenka napisana przez Boba Dylana, nagrana przez niego w listopadzie 1973 roku, wydana na albumie Planet Waves (1974).
W wersji wolnej „Forever Young” to zasadniczo kołysanka. 

## Historia
Piosenka ta została nagrana podczas kilku sesji do albumu Planet Waves. Wersja kończąca pierwszą stronę analogowego albumu została nagrana 8 lub 13 listopada 1973 roku w The Village Recorder Studio B w Los Angeles (stan Kalifornia). Ten sam utwór, nagrany również w którymś z tych dwu dni, otwiera także stronę drugą albumu. Jest to rzadki przypadek, aby na jednym albumie został umieszczony ten sam utwór. Dylan przedstawił na płycie dwie wersje kompozycji. Pierwsza, bardziej znana, jest tzw. wolną wersją, natomiast druga jest jej przeciwieństwem – wykonana jest szybko i z dużą energią.

## Tekst
Treści w obu wersjach mogą być odczytywane odmiennie. Treść wersji szybkiej jest pozbawiona większej refleksyjności – jest tylko afirmacją życzeń rodziców dziecka dotyczących ciała, serca i ducha. Wersja wolna jest dużo głębsza. Zawiera refleksję, że być może oczekiwania rodziców przekraczają zdolności i możliwości dziecka, a więc mogą być bezowocne. Na jeszcze głębszym poziomie piosenka ta jest wyrażeniem wiedzy, że dać życie dziecku, to także dać mu śmierć.
Trzecia wersja piosenki została wydana na albumie Biograph (1985). Jest bardzo surowa i niedopracowana. Została nagrana na tanim magnetofonie w biurze wydawcy Dylana Ram’s Horn Music Publisher (dla ochrony praw autorskich).
Kompozycja „Forever Young” była wykonywana podczas koncertów od 1974 roku. Znalazła się także wśród trzech piosenek wykonanych w 1997 roku dla papieża Jana Pawła II.

## Personel
- Bob Dylan – gitara, harmonijka, wokal
- Robbie Robertson – gitara
- Richard Manuel – pianino, perkusja
- Rick Danko – gitara basowa
- Garth Hudson – organy, akordeon
- Levon Helm – perkusja

## Dyskografia
Albumy
- 1974: Before the Flood (Bob Dylan i zespół The Band)
- 1978: The Last Waltz (The Band i m.in. Bob Dylan)
- 1979: Bob Dylan at Budokan
- 1985: Biograph
- 1994: Bob Dylan’s Greatest Hits Volume 3
- 2000: The Essential Bob Dylan
- 2005: The Best of Bob Dylan
- 2007: Dylan

## Wideografia
DVD
- 2002: The Last Waltz

## Wersje innych wykonawców
- 1974: Kitty Wells – Forever Young
- 1974: Judy Nash – Hommage à Bob Dylan
- 1976: Joan Baez – From Every Stage (Best of Joan Baez, 1977; Rare, Live & Classic, 1993; Greatest Hits, 1996; The Essential Joan Baez: From the Heart, na żywo, 2001)
- 1976: Bonnie Bramlett – Lady’s Choice
- 1978: Peter, Paul & Mary – Reunion
- 1979: Tony Wilson – Catch One
- 1982: Dave Browning – Forever Young
- 1984: Diana Ross – Swept Away
- 1989: Harry Belafonte – Loving You Is Where I Belong
- 1993: Hothouse Flowers – singiel
- 1994: The Pretenders – Last of the Independents
- 1994: Red Hot + Country – Red Hot + Country
- 1995: Trevor Lucas – The Attic Tracks 1972–1984
- 1996: Tim O’Brien – Red on Blonde
- 1996: Friend ’N Fellow – Purple Rose
- 1998: Saving Grace – Saving Grace
- 1999: Jimmy LaFave – Trail
- 1999: David West – album różnych wykonawców Pickin’ on Dylan
- 2000: Rich Lerner & The Groove – Cover Down
- 2000: Michel Montecrossa – Born in Time
- 2002: Barb Jungr – Every Grain of Sand: Barb Jungr Sings Bob Dylan
- 2002: Gerry Murphy – Gerry Murphy Sings Bob Dylan
- 2003: Bradley Brown – album różnych wykonawców Blowin’ in the Wind: A Reggae Tribute to Bob Dylan
- 2011: Eddie Vedder – Water on the Road

### Wersja Jaya-Z i Mr Hudsona
W 2010 roku wydana została wersja utworu „Forever Young”, którą nagrali wspólnie Jay-Z i brytyjski muzyk Mr Hudson. Tę aranżację wydano na albumie The Blueprint 3 (2010). Na głównej irlandzkiej liście przebojów Top 100 singiel z tą piosenką dotarł do pozycji 11.
Listy przebojów
| Kraj | Lista           | Pozycja | Źr.   |
| ---- | --------------- | ------- | ----- |
| IE   | Top 100 Singles | 11      | [ 4 ] |